# إدواردو مندونسا
إدواردو مندونسا هو فنان إيقاعي ومغني وملحن برازيلي، ولد في 21 أغسطس 1960.